# Freedom Cup
Freedom Cup – trofeum sportowe w rugby union przyznawane zwycięzcy meczów pomiędzy zespołami Nowej Zelandii i RPA w trakcie trwania The Rugby Championship. Zostało ustanowione w 2004 roku przez SARU jako sportowy wkład w obchody dziesięciolecia pierwszych po epoce apartheidu demokratycznych wyborów w Republice Południowej Afryki.
Początkowo walka o to trofeum miała się rozgrywać co dwa lata w formie jednego meczu rozgrywanego na przemian w Południowej Afryce i Nowej Zelandii, podobnie do Mandela Challenge Plate rozgrywanego pomiędzy RPA i Australią. Pierwszym zdobywcą została drużyna Springboks, pokonując 14 sierpnia 2004 roku na Ellis Park All Blacks 40-26. Od 2006 roku natomiast trofeum zdobywa się, wygrywając serię meczów, która w zależności od systemu gier w danej edycji Pucharu Trzech Narodów obejmowała dwa lub trzy pojedynki, zaś w The Rugby Championship dwa. Remisowy wynik serii meczów oznacza, że trofeum pozostaje u dotychczasowego posiadacza.
W roku 2006 Nowozelandczycy zapewnili sobie po raz pierwszy to trofeum po wygraniu meczów w Wellington i Pretorii. Trzeci mecz, rozegrany w Rustenburgu zakończył się natomiast skandalem, kiedy po wygranej RPA prowadzący ceremonię Joost van der Westhuizen wręczył puchar kapitanowi Springboks Johnowi Smitowi.
All Blacks rok później utrzymali trofeum, wygrywając oba mecze – w Durbanie i Christchurch.

## Zwycięzcy
| Zwycięzca                    | Rok  | Wygrane przez Nową Zelandię | Wygrane przez RPA | Remis |
| ---------------------------- | ---- | --------------------------- | ----------------- | ----- |
| Republika Południowej Afryki | 2004 | 0                           | 1                 | 0     |
| Nowa Zelandia                | 2006 | 2                           | 1                 | 0     |
| Nowa Zelandia                | 2007 | 2                           | 0                 | 0     |
| Nowa Zelandia                | 2008 | 2                           | 1                 | 0     |
| Republika Południowej Afryki | 2009 | 0                           | 3                 | 0     |
| Nowa Zelandia                | 2010 | 3                           | 0                 | 0     |
| Nowa Zelandia                | 2011 | 1                           | 1                 | 0     |
| Nowa Zelandia                | 2012 | 2                           | 0                 | 0     |
| Nowa Zelandia                | 2013 | 2                           | 0                 | 0     |
| Nowa Zelandia                | 2014 | 1                           | 1                 | 0     |
| Nowa Zelandia                | 2015 | 1                           | 0                 | 0     |
| Nowa Zelandia                | 2016 | 2                           | 0                 | 0     |
| Nowa Zelandia                | 2017 | 2                           | 0                 | 0     |

Liczba zwycięstw:
- Nowa Zelandia – 11
- Południowa Afryka – 2